# Horacio Beigier
Horacio Beigier (Buenos Aires, 16 de diciembre de 1969) es un entrenador de baloncesto argentino. 
Antes de convertirse en director técnico hizo una larga carrera como jugador profesional, desempeñándose en la posición de ala-pívot o pívot. En 1991 fue reconocido por la prensa especializada como la Revelación de la Liga Nacional de Básquet. También fue miembro de la selección de baloncesto de Argentina. 
Es padre de Mateo Beigier, quien también juega al baloncesto de manera profesional.

## Trayectoria

### Clubes
| Club                           | País      | Año         |
| ------------------------------ | --------- | ----------- |
| Vélez Sarsfield                | Argentina | 1985 - 1987 |
| Boca Juniors                   | Argentina | 1988        |
| Independiente de Neuquén       | Argentina | 1989 - 1990 |
| Boca Juniors                   | Argentina | 1990 - 1992 |
| Gimnasia de Pergamino          | Argentina | 1992 - 1993 |
| Quilmes                        | Argentina | 1993 - 1994 |
| Ferro Carril Oeste             | Argentina | 1994 - 1996 |
| Pico Football Club             | Argentina | 1996 - 1997 |
| Gimnasia de Comodoro Rivadavia | Argentina | 1997 - 1998 |
| Estudiantes de Bahía Blanca    | Argentina | 1998 - 1999 |
| Lanús                          | Argentina | 1999 - 2001 |
| Argentino de Junín             | Argentina | 2001 - 2005 |
| Obras Basket                   | Argentina | 2005 - 2006 |
| Ciudad de Buenos Aires         | Argentina | 2006 - 2007 |
| Vélez Sarsfield                | Argentina | 2007 - 2010 |

## Selección nacional
Beigier actuó junto a la selección de básquetbol de Argentina en el Campeonato Sudamericano de Baloncesto de 1995. 